# Louis Victor Bodard
Pour les articles homonymes, voir Bodard.
Louis Victor Bodard, né à Caen en 1765, mort au Caire en février 1799.
Membre de l'expédition d'Égypte, il est employé au rétablissement du canal d'Alexandrie au Nil.
Il meurt au Caire de la peste.

## Sources
- Edouard de Villiers du Terrage, Journal et souvenirs sur l'expédition d'Égypte, mis en ordre et publiés par le baron Marc de Villiers du Terrage, Paris, E. Plon, Nourrit, 1899,  et L'expédition d'Égypte 1798-1801, Journal et souvenirs d'un jeune savant, Paris, Cosmopole, 2001 et 2003, p. 353.
- Yves Laissus, L'Égypte, une aventure savante 1798-1801, Paris, Fayard, 1998.